# Dendrobium simplex
Dendrobium simplex är en orkidéart som beskrevs av Johannes Jacobus Smith. Dendrobium simplex ingår i släktet Dendrobium, och familjen orkidéer. Inga underarter finns listade i Catalogue of Life.